# Olympische Jugend-Sommerspiele 2010/Teilnehmer (Kamerun)
| Gelbes Symbol für Goldmedaillen mit stilisierten Olympischen Ringen | Graues Symbol für Silbermedaillen mit stilisierten Olympischen Ringen | Braundes Symbol für Bronzemedaillen mit stilisierten Olympischen Ringen |
| ------------------------------------------------------------------- | --------------------------------------------------------------------- | ----------------------------------------------------------------------- |
| —                                                                   | —                                                                     | —                                                                       |

Die Jugend-Olympiamannschaft aus Kamerun für die I. Olympischen Jugend-Sommerspiele vom 14. bis 26. August 2010 in Singapur bestand aus sechs Athleten.

## Athleten nach Sportarten

### Gewichtheben
Mädchen
- Myriam Ghekap Wafo
Mittelgewicht: 6. Platz

### Judo
Mädchen
- Arrey Sophina Ntui Ayuk Otay
Klasse bis 63 kg: 9. Platz
Mixed: 9. Platz (im Team Paris)

### Kanu
Jungen
- Dipoko Dikongue
Kalak-Einer Slalom: 17. Platz
Kalak-Einer Sprint: 22. Platz

### Leichtathletik
Jungen
- Romuald Adzaba Ngawessi
100 m: 17. Platz

### Schwimmen
| Mädchen - Dahirou Zoubaydat 50 m Freistil: 61. Platz | Jungen - Ndjemen Touka 50 m Freistil: 47. Platz |